# 迭戈·伊波利托
迭戈·伊波利托（葡萄牙語：Diego Hypólito，1986年6月19日—），巴西男子竞技体操运动员，2005年世界竞技体操锦标赛男子自由体操金牌得主、2006年世界竞技体操锦标赛男子自由体操银牌得主、2007年世界竞技体操锦标赛男子自由体操金牌得主、2011年世界竞技体操锦标赛男子自由体操铜牌得主、2014年世界竞技体操锦标赛男子自由体操铜牌得主。